# Публий Пактумей Клемент
Публий Пактумей Клемент (на латински: Publius Pactumeius Clemens) e политик и сенатор на Римската империя през 2 век.
През 138 г. той е суфектконсул заедно с Марк Виндий Вер.